# Fusão nuclear do carbono
A fusão nuclear do carbono é uma reação nuclear de fusão que se dá em estrelas massivas (com no mínimo 4 MSol desde seu nascimento) que já tenham usado todos os elementos químicos mais leves em processos de fusão nuclear em seu núcleo. Para isto se requerem temperaturas de 6×108 K e densidades de 2×108 kg/m3.

## Reações
As principais reações envolvidas na fusão nuclear do carbono são:
|  | 12C + 12C | → | 24Mg + γ    |
|  |           | → | 23Mg + n    |
|  |           | → | 23Na + 1H   |
|  |           | → | 20Ne + 4He  |
|  |           | → | 16O + 2 4He |

## Energias produzidas e absorvidas
|  | 12C + 12C | → | 20Ne + 4He + 4.617 MeV                                      |
|  | 12C + 12C | → | 23Na + 1H + 2.241 MeV                                       |
|  | 12C + 12C | → | 23Mg + n - 2.599 MeV (endotérmica) (citado como -0.70 MeV ) |

Alternativamente, com menor probabilidade
|  | 12C + 12C | → | 24Mg + γ + 13,93 MeV                |
|  | 12C + 12C | → | 16O + 2 4He -0.48 MeV (endotérmica) |
|  | 12C + 12C | → | 16O + 8Be -0.208 MeV (endotérmica)  |

Enquanto está em fusão o hélio, a estrela cria um núcleo inerte de carbono e oxigênio. Uma vez esgotado o hélio no núcleo por ser transmutado em carbono, este se colapsa devido ao encerramento das fusões de hélio, que existiam em equilíbrio com a gravidade, ainda que as camadas superiores se expandam. O volume no núcleo diminui, como conseqüência aumenta a densidade e temperatura do núcleo aos níveis necessários para que o carbono possa entrar em fusão. Uma vez começada a fusão do carbono a temperatura no núcleo da estrela se eleva mais ainda, permitindo que o hidrogênio e o hélio situados nas camadas superiores passem novamente por um processo de fusão. Em consequência destes processos, aumenta o tamanho da estrela.
Ao fundir-se o carbono, os produtos da reação (O, Mg, Ne) se acumulam em um novo núcleo inerte. Depois de uns tantos milhares de anos, o núcleo transmutado se esfria e se contrai novamente. Esta contração eleva de novo a temperatura e a densidade permitindo que o neônio possa fundir-se (ver fusão nuclear do neônio). Estas novas temperaturas permitem ademais que haja camadas de carbono, hélio e hidrogênio, externas ao núcleo, que entrem em fusão também.
Para temperaturas da ordem de 0,8 a 1,0 bilhões de kelvin, a fusão do carbono processa-se em equilíbrio hidrostático. Para temperaturas maiores que 2 bilhões de kelvin a fusão ocorre em escala hidrodinâmica. Na explosão, o choque aquece a matéria ainda não queimada, iniciando a fusão e acelerando-a. O material processado expande e esfria, interrompendo as reações termonucleares.
Neste ponto, estrelas com massas entre 4 e 8 vezes a massa do sol se desestabilizam e expulsam as camadas exteriores, restando uma anã branca.
Estrelas ainda mais massivas podem proceder com o processo de fusão nuclear do oxigênio e subsequentemente com a fusão do silício.

## Desenvolvimento
Tem-se estudado numericamente o efeito da convecção na fusão hidrostática do carbono em núcleos degenerados com massa de 1,4 MSol.
Diversas implicações deste processo estelar tem sido estudados, inclusive, sua importância nos raios cósmicos, especialmente nas reações 12C(α, γ)16O e a fusão 12C + 12C.
Examina-se a possibilidade de anomalias isotópicas para elementos pesados em meteoritos serem sintetizados em captura de nêutrons durante a fusão explosiva do carbono.